# Gordon Forbes
Pour les articles homonymes, voir Forbes (homonymie).
Gordon Lovell Forbes , né le 21 février 1934 à Burgersdorp (Cap-Oriental) et mort le 9 décembre 2020 à Plettenberg Bay, est un joueur de tennis et écrivain sud-africain.

## Biographie
Membre de l'équipe d'Afrique du Sud de Coupe Davis entre 1955 et 1963, son principal fait d'arme est d'avoir atteint la finale des Internationaux de France de tennis 1963 avec son partenaire de prédilection Abe Segal contre la paire Roy Emerson - Manuel Santana.
Faisant partie des principaux joueurs sud-africains de l'après-guerre, il a conquis un total de 10 titres nationaux. Il remporta également les championnats internationaux d'Afrique du Sud en 1959 et 1961 en l'absence de concurrence étrangère (finaliste en 1962 et 1963). Il réalise ses principaux résultats en 1956 année au cours de laquelle il bat Jaroslav Drobný aux Championnats du Surrey et le récent champion de France Lew Hoad à Bristol. Il atteint aussi les huitièmes de finale à Wimbledon. En 1957, il remporte en Afrique du Sud les tournois des provinces occidentales et orientales, ainsi que la Wimbledon Plate. De retour sur le circuit en 1962, il dispute une tournée aux États-Unis et signe une victoire sur Rod Laver en Alabama, année où ce dernier réalise le Grand Chelem. Il est également quart de finaliste des championnats nationaux contre Rafael Osuna. En 1963, il bat Santana à deux reprises à Johannesbourg.
Il a écrit trois ouvrages relatant sa carrière de joueur de tennis durant les années 1950 et 1960. Son œuvre la plus connue est A Handful of Summers, publiée en 1978 dans laquelle il dépeint les particularités du tennis et de ses acteurs du temps de l'amateurisme. Il a été considéré à l'époque comme l'un des meilleurs ouvrages jamais écrit sur le tennis.
Sa sœur Jean a été joueuse de tennis internationale, partenaire occasionnelle en double mixte et ex-épouse de Cliff Drysdale. Son fils Gavin occupe un poste de vice-président chez IMG et représente les tournois ATP au Conseil d'administration depuis 2009.

## Publications
- A Handful of Summers, Heinemann, 1978 (préface de Peter Ustinov)[4]
- Too Soon to Panic, The Lyons Press, 1995 (préface de Bud Collins)
- I’ll Take the Sunny Side, Bookstorm, 2017[5]

## Palmarès (partiel)

### Finale en double messieurs
| No | Date       | Nom et lieu du tournoi         | Catégorie | Surface      | Vainqueurs                 | Partenaire | Score         |          |
| -- | ---------- | ------------------------------ | --------- | ------------ | -------------------------- | ---------- | ------------- | -------- |
| 1  | 13-05-1963 | Internationaux de France Paris | G. Chelem | Terre (ext.) | Roy Emerson Manuel Santana | Abe Segal  | 6-2, 6-4, 6-4 | Parcours |

### Titre en double mixte
| No | Date       | Nom et lieu du tournoi         | Catégorie | Surface      | Partenaire   | Finalistes              | Score         |          |
| -- | ---------- | ------------------------------ | --------- | ------------ | ------------ | ----------------------- | ------------- | -------- |
| 1  | 23-05-1955 | Internationaux de France Paris | G. Chelem | Terre (ext.) | Darlene Hard | Jenny Staley Luis Ayala | 5-7, 6-1, 6-2 | Parcours |

## Parcours dans les tournois duGrand Chelem

### En simple
| Année | Open d'Australie | Open d'Australie | Internationaux de France | Internationaux de France | Wimbledon       | Wimbledon      | US Open       | US Open      |
| ----- | ---------------- | ---------------- | ------------------------ | ------------------------ | --------------- | -------------- | ------------- | ------------ |
| 1954  | —                | —                | —                        | —                        | 1er tour (1/64) | Robert Bédard  | —             | —            |
| 1955  | —                | —                | 3e tour (1/16)           | H. Richardson            | 2e tour (1/32)  | Herbert Flam   | —             | —            |
| 1956  | —                | —                | 3e tour (1/16)           | N. Pietrangeli           | 1/8 de finale   | Vic Seixas     | —             | —            |
| 1957  | —                | —                | 3e tour (1/16)           | Herbert Flam             | 1er tour (1/64) | Roger Becker   | —             | —            |
| 1958  | —                | —                | —                        | —                        | —               | —              | —             | —            |
| 1959  | —                | —                | 3e tour (1/16)           | Torben Ulrich            | 2e tour (1/32)  | Butch Buchholz | —             | —            |
| 1960  | —                | —                | —                        | —                        | —               | —              | —             | —            |
| 1961  | —                | —                | —                        | —                        | —               | —              | —             | —            |
| 1962  | —                | —                | 2e tour (1/32)           | Thomaz Koch              | 3e tour (1/16)  | Rafael Osuna   | 1/4 de finale | Rafael Osuna |
| 1963  | —                | —                | 2e tour (1/32)           | Billy Knight             | 2e tour (1/32)  | Billy Knight   | —             | —            |
| 1964  | —                | —                | —                        | —                        | —               | —              | —             | —            |
| 1965  | —                | —                | —                        | —                        | —               | —              | —             | —            |
| 1966  | —                | —                | —                        | —                        | —               | —              | —             | —            |
| 1967  | —                | —                | —                        | —                        | —               | —              | —             | —            |
| 1968  | —                | —                | —                        | —                        | 1er tour (1/64) | Mark Cox       | —             | —            |
| 1969  | —                | —                | —                        | —                        | 1er tour (1/64) | Onny Parun     | —             | —            |

N.B. : à droite du résultat se trouve le nom de l'ultime adversaire.

### En double (partiel)
| Année | Open d'Australie | Open d'Australie | Internationaux de France | Internationaux de France | Wimbledon            | Wimbledon           | US Open | US Open |
| ----- | ---------------- | ---------------- | ------------------------ | ------------------------ | -------------------- | ------------------- | ------- | ------- |
| 1963  | —                | —                | Finale Abe Segal         | R. Emerson M. Santana    | 1/2 finale Abe Segal | R. Osuna A. Palafox | —       | —       |

N.B. : le nom du ou de la partenaire se trouve sous le résultat ; le nom des ultimes adversaires se trouve à droite.